# Crézières
Crézières est une ancienne commune du Centre-Ouest de la France située dans le département des Deux-Sèvres, en région Nouvelle-Aquitaine.

## Géographie
Crézières, située à 5 km de Chef-Boutonne (chef-lieu de canton), est la plus petite commune du sud des Deux-Sèvres avec une superficie de 4,25 km2 et compte 55 habitants, soit une densité de 15 habitants au km2.
Altitude minimale : 96 m, altitude maximale : 149 m. Coordonnées : 45° 05′ 01″ N, 0° 08′ 09″ O.
La commune se compose de : Crézières (village dans le « creux ») et du hameau de Ouismes (village sur la « hauteur ») et empiète également sur Semoussais où une seule maison de ce hameau est située sur la commune de Crézières.

## Économie
La commune compte 4 exploitants agricoles dont deux éleveurs de chèvres.
L'une de ces 4 exploitations produit également en complément des céréales ; des pommes de terre et des asperges (selon les saisons).
La commune compte également un artisan ramoneur.
On trouve aussi une ferme découverte où sont regroupées des races de Poitou-Charentes en voie de disparition ou menacées comme : la chèvre poitevine, le baudet du Poitou, la poule de Marans.
Il existe des gites ruraux sur la commune.

## Histoire
(octobre 2008).
Si vous disposez d'ouvrages ou d'articles de référence ou si vous connaissez des sites web de qualité traitant du thème abordé ici, merci de compléter l'article en donnant les références utiles à sa vérifiabilité et en les liant à la section « Notes et références ».
La commune s'est appelée "Sanctus Grégorius de Crazeriis" (acte de 1119 et qui se trouve dans le cartulaire de Saint Jean d'Y, Cresiéres au XIVe siècle, Saint Grégoire de Crésières, dans le pouillé de 1782 l'origine du nom vient sans doute de l'indication de la localité qui se trouve dans un "endroit creux" (se référer à l'Histoire de toutes les Communes des Deux-Sèvres par Georges Picard et Maurice Poignat") la commune porte aujourd'hui le nom de Crézières ; il est donc fait mention pour la première fois de la paroisse de Crézières, dans l'acte cartulaire de Saint-Jean-d'Angely daté de 1119, l'église de Crézières fut selon une charte de 1120 donnée à l'abbaye de Saint-Jean-d'Angely par l'évêque de Poitiers, Guillaume Ier et était dirigée par le doyen de la cathédrale de Poitiers.
Il ne reste aujourd'hui que des vestiges de ce monument. L'actuelle chapelle de Crézières fut bâtie aux environs de 1860 avec des fonds provenant dit-on de la bonne du curé de Crézières.
Les pèlerins de Saint-Jacques de Compostelle passaient aussi par Crézières qui était un chemin secondaire pour le pèlerinage.

Un lieu appelé "le Bourg Sanglant" en raison d'une terrible bataille entre les armées de Foulques le Réchin l'Angevin et Gui Geoffroy(comtes d'Anjou) était dit-on un endroit où les pèlerins de Saint-Jacques-de-Compostelle se faisaient dépouiller et tuer ; 
"le Bourg Sanglant" se situe sur les communes de Crézières et d'Aubigné.
À la Révolution Crézières appartenait au canton d'Ensigné qui relevait de la juridiction de Chef-Boutonne (documents trouvés aux archives départementales de Niort) L'église Saint-Grégoire fut détruite puis vendue comme nombre d'édifices religieux après la Révolution française ; on peut encore voir sur la propriété d'un habitant de Crézières les vestiges de cette église. Le curé de Crézières nommé Dupont, prêta serment à la constitution, se maria et devint chirurgien patenté.
Depuis le 5 janvier 1955 Crézières appartient au canton de Chef-Boutonne à la demande des Crézièrois.

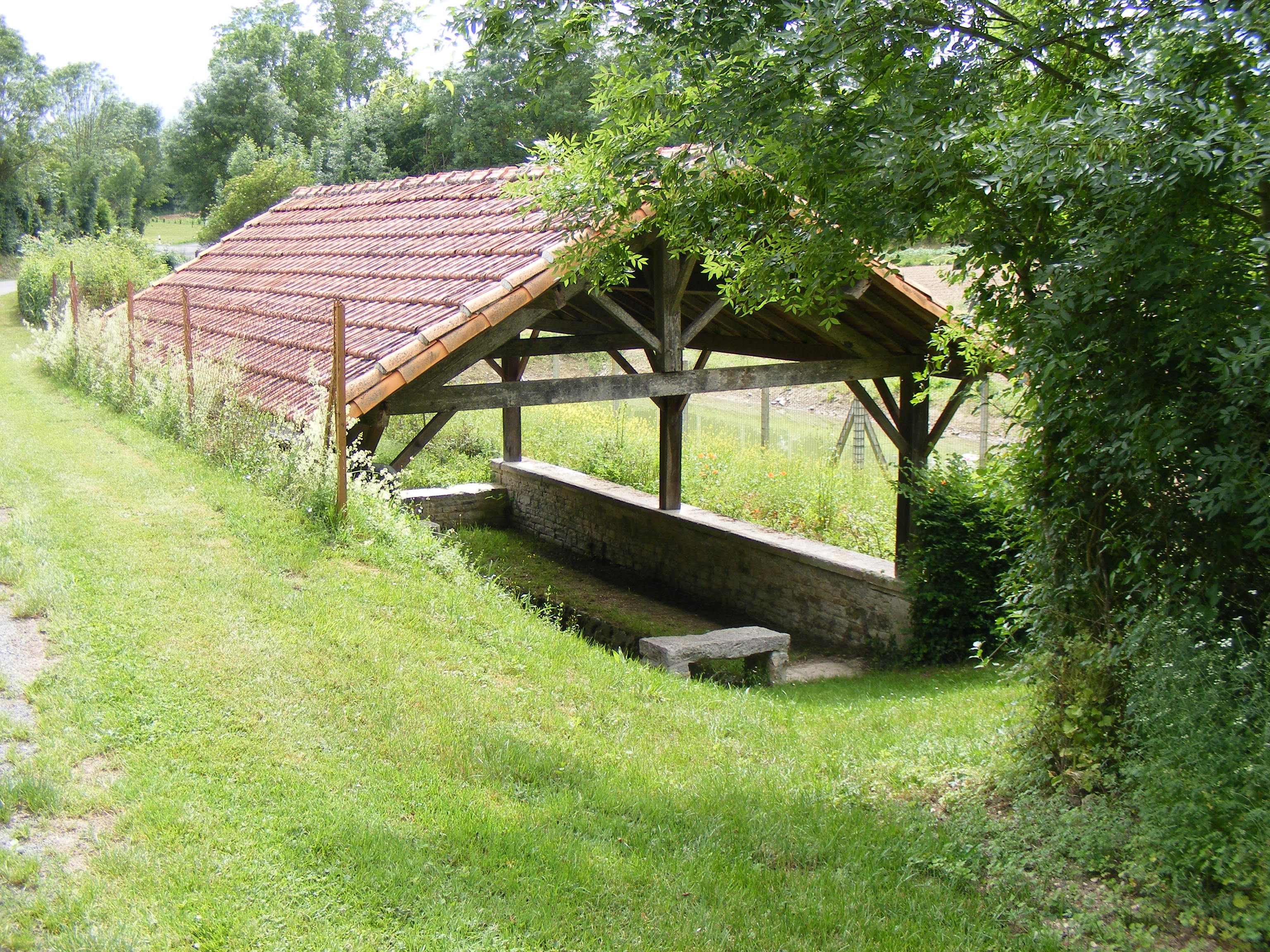
Lavoir de Crézières.

Crézières était un pays de vignes classées cognac, son appartenance à la Saintonge en faisait un cru de renom.
Les vignes s'étendaient sur 60 hectares pour une commune de 425 hectares.
Aujourd'hui seules subsistent quatre vignes donnant un vin de consommation privée. 
Les paysans "gaulaient" les noix, récoltaient les pommes et les femmes broyaient le chanvre dans les cours de ferme.
Jusqu'en 1976 Crézières avait son propre réseau d'eau, chaque jour la qualité de l'eau était vérifiée ; un petit bâtiment désaffecté où des pompes servaient à la distribution de l'eau existe toujours.
La commune était traversée par une ligne de la Compagnie de chemins de fer départementaux, un arrêt facultatif était prévu, il fallait pour cela faire signe au mécanicien ; la commune de Crézières était desservie par la ligne Saint-Jean-d'Angely à Chef-Boutonne et Saint-Saviol.
Le 1er janvier 2019, la commune — avec La Bataille et Tillou — est absorbée par Chef-Boutonne qui devient une commune nouvelle à la suite d'un arrêté préfectoral du 9 septembre 2018.

## Politique et administration

### Liste des maires
| Période      | Période       | Identité             | Étiquette | Qualité |
| ------------ | ------------- | -------------------- | --------- | ------- |
| avant 1988   | ?             | Jean Robert          |           |         |
| 14 juin 2007 | réélu en 2008 | Jean-Claude Aubineau |           |         |

## Démographie
À partir du XXIe siècle, les recensements réels des communes de moins de 10 000 habitants ont lieu tous les cinq ans. Pour Crézières, cela correspond à 2008, 2013, 2018, etc. Les autres dates de « recensements » (2006, 2009, etc.) sont des estimations légales.
| 1793 | 1800 | 1806 | 1821 | 1831 | 1836 | 1841 | 1846 | 1851 |
| ---- | ---- | ---- | ---- | ---- | ---- | ---- | ---- | ---- |
| 158  | 111  | 160  | 202  | 205  | 182  | 194  | 221  | 220  |

| 1856 | 1861 | 1866 | 1872 | 1876 | 1881 | 1886 | 1891 | 1896 |
| ---- | ---- | ---- | ---- | ---- | ---- | ---- | ---- | ---- |
| 210  | 186  | 200  | 176  | 174  | 187  | 161  | 152  | 118  |

| 1901 | 1906 | 1911 | 1921 | 1926 | 1931 | 1936 | 1946 | 1954 |
| ---- | ---- | ---- | ---- | ---- | ---- | ---- | ---- | ---- |
| 121  | 153  | 121  | 128  | 122  | 102  | 99   | 104  | 127  |

| 1962 | 1968 | 1975 | 1982 | 1990 | 1999 | 2006 | 2008 | 2013 |
| ---- | ---- | ---- | ---- | ---- | ---- | ---- | ---- | ---- |
| 106  | 76   | 68   | 72   | 54   | 65   | 59   | 57   | 48   |

| 2016 | - | - | - | - | - | - | - | - |
| ---- | - | - | - | - | - | - | - | - |
| 41   | - | - | - | - | - | - | - | - |

## Lieux et monuments
La commune de Crézières est traversée par un ruisseau, la Doue, qui coule de façon non pérenne
entre Crézières et Saint-Martin-d'Entraigues où il rejoint le Rhy puis la Boutonne après s'être 
enfoncé dans le sol aux lieuxdits les Rivières de Crézières, Fond Glonin "
on peut y voir : une fontaine rehaussée d'un lavoir communal, des puits, un lavoir individuel, le puits Pouzat.
Eglise Saint-Grégoire
Un cimetière datant de 1779 dont la spécificité est d'être à flanc de coteau.
Crézières est également un site reconnu pour ses stations d'orchidées.
La mise en place d'un circuit de randonnée "La Coulée de la Doue", de 11 km 800, est ouvert depuis le printemps 2010
les marcheurs et les cyclistes sont les bienvenus et pourront apprécier le charme de notre terroir.

## Personnalités liées à la commune
Auguste Gaud écrivain local avait des attaches à Crézières où son oncle Jean possédait une vigne ; 
il raconte ses souvenirs de vendanges dans son livre "Ma grand-mère Toinon"